# Сингх, Гурджант
Гурджант Сингх (хинди गुरजंत सिंह; род. 26 января 1995, Амритсар, Пенджаб) — индийский хоккеист на траве, нападающий сборной Индии. Бронзовый призёр Олимпийских игр.

## Биография
Гурджант Сингх родился 26 января 1995 года в Амритсаре.
Начал заниматься спортом в возрасте девяти лет вместе со старшими братьями в Батале. Тогда же, в 2004 году, Гурджант вступил в академию хоккея. По воспоминаниям Сингха, его семья оказала большое влияние, которое помогло закончить Академию Чандигарха.
Является двоюродным братом Симранджита Сингха.

## Карьера
В 2016 году Гурджант Сингх выиграл золото в составе сборной Индии на домашнем чемпионате мира среди юниоров в Лакхнау.
В 2017 году он дебютировал за взрослую сборную Индии в гостевом матче против Бельгии. Сингх был в числе игроков, которые завоевали бронзу на Финале Мировой лиги в Бхубанешваре (сезон 2016/2017). Принял участие на Кубке Азии в Дакке, где Индия стала чемпионом.
В 2020 году участвовал в Про-лиге Международной федерации хоккея на траве, где сборная Индии стала четвёртой.
Принял участие на летних Олимпийских играх 2020 года в Токио. Сборная Индии в групповом этапе одержала 4 победы и вышла в плей-офф со второго места. В четвертьфинале индийцы победили Великобританию со счётом 3:1, однако затем уступили будущим олимпийским чемпионам Бельгии 3:5. В матче за бронзу Индия победила Германию со счётом 5:4, впервые с московской Олимпиады в 1980 году завоевав медаль в хоккее на траве. На Олимпиаде Гурджант пропустил один матч против Испании в групповом этапе, во всех остальных выходил на поле, но не в стартовом составе. На турнире отличился тремя забитыми мячами, один из которых был со штрафного углового.